# 滑稽時代
《滑稽時代》，是由吳宇森執導，1980年上映的香港電影，是新藝城影業公司成立後製作的首部電影。由石天、麥嘉、午馬等主演。本片於1980年12月24日至1981年1月11日上映期間票房收益為五百一十八萬港幣。

## 演員表
- 麥嘉　(粵語配音: 朱子聰)
- 石天 (粵語配音: 李忠強)
- 午馬 (粵語配音: 金貴)
- 汪偉 (粵語配音: 曾慶珏)
- 李忠強 (粵語配音: 林保全)
- 劉雅麗
- 泰山
- 曾楚霖
- 王秀文  (粵語配音: 何錦華)
- 何柏光
- 李海生
- 馮敬文
- 趙志凌
- 黃一飛
- 西瓜刨
- 黃百鳴
- 丁羽
- 成運安
- 陳飛龍
- 陸應康 (粵語配音: 盧傑群)
- 朱德偉
- 何雲
- 梁雄